# Indira Nath
Indira Nath (* 14. Januar 1938; † 24. Oktober 2021) war eine indische Immunologin. Sie lieferte wissenschaftliche Beiträge zur Immuntoleranz und der Nervenschädigung bei Lepra und zu deren Erreger, Mycobacterium Leprae. Nath ist Spezialistin auf dem Gebiet der Pathologie, Immunologie und der Infektiologie.

## Karriere
Nath studierte Medizin am All India Institute of Medical Sciences (AIIMS) in Delhi und schloss das Studium mit dem Bachelor of Medicine, Bachelor of Surgery (MBBS) ab. Nach dem Studium arbeitete sie im Rahmen eines Nuffield Fellowships bei John Turk und R.J.W. Rees in London.
Da sie nicht zur Abwanderung gut ausgebildeter Menschen aus Indien beitragen wollte, kehrte sie nach Indien ans AIIMS zurück, wo sie sich bei Gursaran Talwar mit immunologischen Aspekten der Lepra beschäftigte.

## Forschung
In ihrer Forschung beschäftigt sich Nath unter anderem mit der Immunantwort und der Nervenschädigung bei einer Infektion mit Mycobacterium Leprae auf zellulärer Ebene, außerdem mit Markern zur Bestimmung der Viabilität von M.Leprae. Nath veröffentlichte mehr als 120 Artikel in Fachjournalen. Sie wurde mit einer Vielzahl an Preisen ausgezeichnet.
| Jahr der Auszeichnung | Name der Auszeichnung                   | Verleihende Organisation     |
| --------------------- | --------------------------------------- | ---------------------------- |
| 1981                  | JALMA Trust Oration                     | ICMR                         |
| 1983                  | Shanti Swaroop Bhatnagar Award          | Indische Regierung           |
| 1984                  | Kshanika Award                          | ICMR                         |
| 1987                  | 1st Nitya Anand Endowment Lecture Award | INSA                         |
| 1988                  | Clayton Memorial Lecture Award          |                              |
| 1990                  | Om Prakash Bhasin Award                 |                              |
| 1994                  | Basanti Devi Amir Chand Award           | ICMR                         |
| 1995                  | Cochrane Research Award                 | Regierung von Großbritannien |
| 1995                  | RD Birla Award                          |                              |
| 1999                  | Padmashri                               | Indische Regierung           |
| 2002                  | Women In Science                        | L’Oréal UNESCO               |
| 2003                  | Chevalier Ordre National du Merite      | Französische Regierung       |
| 2003                  | Silver Banner                           | Toskana, Italien             |